# Coppa Europa di sci alpino 2019
La Coppa Europa di sci alpino 2019 è stata la 48ª edizione della  manifestazione organizzata dalla Federazione Internazionale Sci. È iniziata per gli uomini il 29 novembre a Levi in Finlandia con un slalom speciale, mentre il 30 novembre si è inaugurata a Funäsdalen (in Svezia) con uno slalom gigante la stagione femminile. La competizione si è conclusa il 17 marzo, per gli uomini a Sella Nevea e per le donne a Folgaria, entrambe località in Italia.
In campo maschile sono state disputate 35 delle 39 gare in programma (7 discese libere, 7 supergiganti, 9 slalom giganti, 9 slalom speciali, 2 combinate, 1 slalom parallelo), in 20 diverse località. L'italiano Simon Maurberger si è aggiudicato la classifica generale; lo svizzero Nils Mani ha vinto quella di discesa libera, il francese Roy Piccard quella di supergigante, il norvegese Lucas Braathen quella di slalom gigante, il croato Istok Rodeš quella di slalom speciale e il francese Sam Alphand quella di combinata. L'austriaco Johannes Strolz era il detentore uscente del trofeo generale.
In campo femminile sono state disputate tutte le 34 gare in programma (7 discese libere, 5 supergiganti, 11 slalom giganti, 8 slalom speciali, 2 combinate, 1 slalom parallelo), in 16 diverse località. L'austriaca Elisabeth Reisinger si è aggiudicata sia la classifica generale, sia quelle di discesa libera e di supergigante; la norvegese Kaja Norbye ha vinto quella di slalom gigante, l'italiana Lara Della Mea quella di slalom speciale e la svizzera Nicole Good quella di combinata. L'austriaca Nina Ortlieb era la detentrice uscente del trofeo generale.

## Uomini

### Risultati
| Data             | Località              | Nazione   | Spec. | Primo                  | Secondo                | Terzo                               |
| ---------------- | --------------------- | --------- | ----- | ---------------------- | ---------------------- | ----------------------------------- |
| 29 novembre 2018 | Levi                  | Finlandia | SL    | Sandro Simonet         | Elias Kolega           | Linus Straßer                       |
| 30 novembre 2018 | Levi                  | Finlandia | SL    | Alex Vinatzer          | Linus Straßer          | Aleksandr Chorošilov                |
| 4 dicembre 2018  | Funäsdalen            | Svezia    | GS    | Simon Maurberger       | Marco Reymond          | Patrick Feurstein                   |
| 5 dicembre 2018  | Funäsdalen            | Svezia    | GS    | Fabian Wilkens Solheim | Lucas Braathen         | Mathias Graf Maximilian Lahnsteiner |
| 12 dicembre 2018 | Sankt Moritz          | Svizzera  | KB    | annullata              | annullata              | annullata                           |
| 12 dicembre 2018 | Sankt Moritz          | Svizzera  | SG    | Marco Odermatt         | Raphael Haaser         | Maximilian Lahnsteiner              |
| 12 dicembre 2018 | Sankt Moritz          | Svizzera  | SG    | Stefan Rogentin        | Marco Odermatt         | Gino Caviezel                       |
| 17 dicembre 2018 | Andalo/Paganella      | Italia    | GS    | Cédric Noger           | Andrea Ballerin        | Simon Maurberger                    |
| 18 dicembre 2018 | Andalo/Paganella      | Italia    | SL    | Lucas Braathen         | Atle Lie McGrath       | Fabian Wilkens Solheim              |
| 19 dicembre 2018 | Obereggen             | Italia    | SL    | Istok Rodeš            | Giuliano Razzoli       | Elias Kolega                        |
| 20 dicembre 2018 | Altenmarkt-Zauchensee | Austria   | SG    | Gino Caviezel          | Stefan Rogentin        | Roy Piccard                         |
| 21 dicembre 2018 | Altenmarkt-Zauchensee | Austria   | SG    | Stefan Babinsky        | Daniel Hemetsberger    | Christopher Neumayer                |
| 6 gennaio 2019   | Val-Cenis             | Francia   | SL    | Simon Maurberger       | Timon Haugan           | Bjørn Brudevoll                     |
| 7 gennaio 2019   | Val-Cenis             | Francia   | SL    | Simon Maurberger       | Bjørn Brudevoll        | Atle Lie McGrath                    |
| 11 gennaio 2019  | Wengen                | Svizzera  | DH    | Mattia Casse           | Christopher Neumayer   | Adrian Smiseth Sejersted            |
| 15 gennaio 2019  | Reiteralm             | Austria   | SL    | annullata              | annullata              | annullata                           |
| 17 gennaio 2019  | Plan de Corones       | Italia    | GS    | Lucas Braathen         | Bjørnar Neteland       | Rasmus Windingstad                  |
| 21 gennaio 2019  | Kitzbühel             | Austria   | DH    | Daniel Danklmaier      | Nils Mani              | Lars Rösti                          |
| 23 gennaio 2019  | Courchevel            | Francia   | GS    | Lucas Braathen         | Stefan Brennsteiner    | Patrick Feurstein                   |
| 24 gennaio 2019  | Courchevel            | Francia   | GS    | Stefan Brennsteiner    | Lucas Braathen         | Andrea Ballerin                     |
| 29 gennaio 2019  | Chamonix              | Francia   | DH    | Victor Schuller        | Nils Mani              | Arnaud Boisset                      |
| 29 gennaio 2019  | Chamonix              | Francia   | DH    | Victor Schuller        | Manuel Traninger       | Stefan Rogentin                     |
| 1º febbraio 2019 | Tignes                | Francia   | PR    | Pirmin Hacker          | Anton Tremmel          | Lorenzo Moschini                    |
| 4 febbraio 2019  | Gstaad                | Svizzera  | SL    | Istok Rodeš            | Aleksandr Chorošilov   | Jonathan Nordbotten                 |
| 5 febbraio 2019  | Gstaad                | Svizzera  | SL    | Jonathan Nordbotten    | Timon Haugan           | Istok Rodeš                         |
| 13 febbraio 2019 | Sarentino             | Italia    | KB    | Christof Brandner      | Sam Alphand            | Stefan Rogentin                     |
| 13 febbraio 2019 | Sarentino             | Italia    | DH    | Thomas Biesemeyer      | Henri Battilani        | Christoph Krenn                     |
| 14 febbraio 2019 | Sarentino             | Italia    | DH    | Christopher Neumayer   | Christoph Krenn        | Davide Cazzaniga                    |
| 15 febbraio 2019 | Sarentino             | Italia    | SG    | Davide Cazzaniga       | Stefan Babinsky        | Thomas Biesemeyer                   |
| 28 febbraio 2019 | Oberjoch              | Germania  | GS    | Andrea Ballerin        | Erik Read              | Mathias Graf                        |
| 2 marzo 2019     | Oberjoch              | Germania  | SL    | annullata              | annullata              | annullata                           |
| 2 marzo 2019     | Oberjoch              | Germania  | SL    | annullata              | annullata              | annullata                           |
| 7 marzo 2019     | Hinterstoder          | Austria   | GS    | Bjørnar Neteland       | Maximilian Lahnsteiner | Charlie Raposo                      |
| 11 marzo 2019    | Kranjska Gora         | Slovenia  | GS    | Hannes Zingerle        | Stefan Brennsteiner    | Lucas Braathen                      |
| 12 marzo 2019    | Kranjska Gora         | Slovenia  | SL    | Jonathan Nordbotten    | Aleksandr Chorošilov   | Linus Straßer                       |
| 15 marzo 2019    | Sella Nevea           | Italia    | DH    | Urs Kryenbühl          | Davide Cazzaniga       | Florian Schieder                    |
| 16 marzo 2019    | Sella Nevea           | Italia    | SG    | Roy Piccard            | Stefan Rogentin        | Christopher Neumayer                |
| 16 marzo 2019    | Sella Nevea           | Italia    | KB    | Simon Maurberger       | Raphael Haaser         | Manuel Traninger                    |
| 17 marzo 2019    | Sella Nevea           | Italia    | SG    | Roy Piccard            | Christopher Neumayer   | Daniel Danklmaier                   |

Legenda:

DH = discesa libera

SG = supergigante

GS = slalom gigante

SL = slalom speciale

KB = combinata

PR = slalom parallelo

### Classifiche

#### Generale
| Pos. | Nome                 | Nazione  | Punti |
| ---- | -------------------- | -------- | ----- |
| 1    | Simon Maurberger     | Italia   | 745   |
| 2    | Stefan Rogentin      | Svizzera | 714   |
| 3    | Timon Haugan         | Norvegia | 600   |
| 4    | Lucas Braathen       | Norvegia | 592   |
| 5    | Christopher Neumayer | Austria  | 572   |
| 6    | Roy Piccard          | Francia  | 496   |
| 7    | Davide Cazzaniga     | Italia   | 494   |
| 8    | Stefan Babinsky      | Austria  | 476   |
| 9    | Bjørnar Neteland     | Norvegia | 406   |
| 10   | Andrea Ballerin      | Italia   | 403   |

#### Discesa libera
| Pos. | Nome                 | Nazione  | Punti |
| ---- | -------------------- | -------- | ----- |
| 1    | Nils Mani            | Svizzera | 315   |
| 2    | Victor Schuller      | Francia  | 280   |
| 3    | Davide Cazzaniga     | Italia   | 277   |
| 4    | Christopher Neumayer | Austria  | 246   |
| 5    | Urs Kryenbühl        | Svizzera | 235   |

#### Supergigante
| Pos. | Nome                 | Nazione  | Punti |
| ---- | -------------------- | -------- | ----- |
| 1    | Roy Piccard          | Francia  | 428   |
| 2    | Stefan Rogentin      | Svizzera | 426   |
| 3    | Stefan Babinsky      | Austria  | 305   |
| 4    | Christopher Neumayer | Austria  | 276   |
| 5    | Gino Caviezel        | Svizzera | 218   |

#### Slalom gigante
| Pos. | Nome                   | Nazione  | Punti |
| ---- | ---------------------- | -------- | ----- |
| 1    | Lucas Braathen         | Norvegia | 560   |
| 2    | Bjørnar Neteland       | Norvegia | 406   |
| 3    | Andrea Ballerin        | Italia   | 381   |
| 4    | Cédric Noger           | Svizzera | 379   |
| 5    | Fabian Wilkens Solheim | Norvegia | 366   |

#### Slalom speciale
| Pos. | Nome                 | Nazione  | Punti |
| ---- | -------------------- | -------- | ----- |
| 1    | Istok Rodeš          | Croazia  | 350   |
| 2    | Timon Haugan         | Norvegia | 347   |
| 3    | Aleksandr Chorošilov | Russia   | 325   |
| 4    | Simon Maurberger     | Italia   | 323   |
| 5    | Bjørn Brudevoll      | Norvegia | 282   |

#### Combinata
| Pos. | Nome              | Nazione  | Punti |
| ---- | ----------------- | -------- | ----- |
| 1    | Sam Alphand       | Francia  | 109   |
| 2    | Christof Brandner | Germania | 100   |
| 2    | Simon Maurberger  | Italia   | 100   |
| 4    | Stefan Rogentin   | Svizzera | 92    |
| 5    | Raphael Haaser    | Austria  | 80    |

## Donne

### Risultati
| Data             | Località              | Nazione    | Spec. | Prima                    | Seconda                    | Terza                   |
| ---------------- | --------------------- | ---------- | ----- | ------------------------ | -------------------------- | ----------------------- |
| 30 novembre 2018 | Funäsdalen            | Svezia     | GS    | Kristine Gjelsten Haugen | Thea Louise Stjernesund    | Jasmina Suter           |
| 1º dicembre 2018 | Funäsdalen            | Svezia     | GS    | Julia Scheib             | Maryna Gąsienica-Daniel    | Ylva Stålnacke          |
| 3 dicembre 2018  | Trysil                | Norvegia   | SL    | Ylva Stålnacke           | Charlotta Säfvenberg       | Charlotte Chable        |
| 4 dicembre 2018  | Trysil                | Norvegia   | SL    | Nastasia Noens           | Lara Della Mea             | Chiara Mair             |
| 6 dicembre 2018  | Lillehammer Kvitfjell | Norvegia   | SG    | Christina Ager           | Julia Scheib               | Nathalie Gröbli         |
| 7 dicembre 2018  | Lillehammer Kvitfjell | Norvegia   | KB    | Anne-Sophie Barthet      | Ida Dannewitz              | Nicole Good             |
| 13 dicembre 2018 | Andalo/Paganella      | Italia     | GS    | Maryna Gąsienica-Daniel  | Clara Direz                | Magdalena Fjällström    |
| 14 dicembre 2018 | Andalo/Paganella      | Italia     | GS    | Maryna Gąsienica-Daniel  | Clara Direz                | Katharina Liensberger   |
| 19 dicembre 2018 | Altenmarkt-Zauchensee | Austria    | DH    | Nadia Delago             | Juliana Suter              | Johanna Greber          |
| 19 dicembre 2018 | Altenmarkt-Zauchensee | Austria    | DH    | Nadia Delago             | Elisabeth Reisinger        | Luana Flütsch           |
| 20 dicembre 2018 | Altenmarkt-Zauchensee | Austria    | SG    | Elisabeth Reisinger      | Michaela Heider            | Luana Flütsch           |
| 17 gennaio 2019  | Val di Fassa          | Italia     | DH    | Elisabeth Reisinger      | Nadia Delago               | Juliana Suter           |
| 18 gennaio 2019  | Val di Fassa          | Italia     | DH    | Nadia Delago             | Juliana Suter              | Elisabeth Reisinger     |
| 21 gennaio 2019  | Zinal                 | Svizzera   | GS    | Franziska Gritsch        | Ylva Stålnacke             | Roberta Melesi          |
| 22 gennaio 2019  | Zinal                 | Svizzera   | GS    | Ylva Stålnacke           | Roberta Melesi             | Franziska Gritsch       |
| 24 gennaio 2019  | Melchsee-Frutt        | Svizzera   | SL    | Meta Hrovat              | Marlene Schmotz            | Elena Stoffel           |
| 25 gennaio 2019  | Melchsee-Frutt        | Svizzera   | SL    | Marlene Schmotz          | Lara Della Mea             | Charlotta Säfvenberg    |
| 29 gennaio 2019  | Les Diablerets        | Svizzera   | KB    | Nicole Good              | Elisabeth Reisinger        | Nathalie Gröbli         |
| 29 gennaio 2019  | Les Diablerets        | Svizzera   | SG    | Elisabeth Reisinger      | Nina Ortlieb               | Ariane Rädler           |
| 29 gennaio 2019  | Les Diablerets        | Svizzera   | SG    | Elisabeth Reisinger      | Nina Ortlieb               | Roberta Melesi          |
| 31 gennaio 2019  | Tignes                | Francia    | GS    | Lindy Etzensperger       | Kaja Norbye                | Michaela Heider         |
| 1º febbraio 2019 | Tignes                | Francia    | PR    | Marie Lamure             | Clara Pijolet              | Elsa Håkansson-Fermbäck |
| 4 febbraio 2019  | Obdach                | Austria    | SL    | Katharina Huber          | Gabriela Capová            | Emelie Wikström         |
| 5 febbraio 2019  | Obdach                | Austria    | SL    | Gabriela Capová          | Emelie Wikström            | Katharina Huber         |
| 9 febbraio 2019  | Berchtesgaden         | Germania   | GS    | Alice Robinson           | Kaja Norbye                | Marte Monsen            |
| 10 febbraio 2019 | Berchtesgaden         | Germania   | GS    | Kaja Norbye              | Alice Robinson Simone Wild |                         |
| 16 febbraio 2019 | Crans-Montana         | Svizzera   | DH    | Elisabeth Reisinger      | Nina Ortlieb               | Ariane Rädler           |
| 17 febbraio 2019 | Crans-Montana         | Svizzera   | DH    | Elisabeth Reisinger      | Juliana Suter              | Nina Ortlieb            |
| 2 marzo 2019     | Jasná                 | Slovacchia | GS    | Petra Vlhová             | Marlene Schmotz            | Eva-Maria Brem          |
| 3 marzo 2019     | Jasná                 | Slovacchia | SL    | Petra Vlhová             | Charlie Guest              | Ylva Stålnacke          |
| 12 marzo 2019    | Sella Nevea           | Italia     | SG    | Roberta Melesi           | Alice Robinson             | Michaela Heider         |
| 14 marzo 2019    | Sella Nevea           | Italia     | DH    | Priska Nufer             | Nadine Fest                | Christina Ager          |
| 16 marzo 2019    | Folgaria              | Italia     | GS    | Julia Scheib             | Kaja Norbye                | Magdalena Fjällström    |
| 17 marzo 2019    | Folgaria              | Italia     | SL    | Charlie Guest            | Lara Della Mea             | Emelie Wikström         |

Legenda:

DH = discesa libera

SG = supergigante

GS = slalom gigante

SL = slalom speciale

KB = combinata

PR = slalom parallelo

### Classifiche

#### Generale
| Pos. | Nome                    | Nazione  | Punti |
| ---- | ----------------------- | -------- | ----- |
| 1    | Elisabeth Reisinger     | Austria  | 975   |
| 2    | Roberta Melesi          | Italia   | 793   |
| 3    | Kaja Norbye             | Norvegia | 639   |
| 4    | Marlene Schmotz         | Germania | 622   |
| 5    | Michaela Heider         | Austria  | 618   |
| 6    | Ylva Stålnacke          | Svezia   | 593   |
| 7    | Nathalie Gröbli         | Svizzera | 509   |
| 8    | Nadia Delago            | Italia   | 496   |
| 9    | Maryna Gąsienica-Daniel | Polonia  | 424   |
| 10   | Lara Della Mea          | Italia   | 423   |

#### Discesa libera
| Pos. | Nome                | Nazione  | Punti |
| ---- | ------------------- | -------- | ----- |
| 1    | Elisabeth Reisinger | Austria  | 526   |
| 2    | Nadia Delago        | Italia   | 445   |
| 3    | Juliana Suter       | Svizzera | 300   |
| 4    | Nathalie Gröbli     | Svizzera | 221   |
| 5    | Luana Flütsch       | Svizzera | 220   |

#### Supergigante
| Pos. | Nome                | Nazione | Punti |
| ---- | ------------------- | ------- | ----- |
| 1    | Elisabeth Reisinger | Austria | 340   |
| 2    | Roberta Melesi      | Italia  | 243   |
| 3    | Michaela Heider     | Austria | 231   |
| 4    | Christina Ager      | Austria | 215   |
| 5    | Nina Ortlieb        | Austria | 215   |

#### Slalom gigante
| Pos. | Nome                    | Nazione  | Punti |
| ---- | ----------------------- | -------- | ----- |
| 1    | Kaja Norbye             | Norvegia | 401   |
| 2    | Roberta Melesi          | Italia   | 392   |
| 3    | Ylva Stålnacke          | Svezia   | 382   |
| 4    | Maryna Gąsienica-Daniel | Polonia  | 374   |
| 5    | Marlene Schmotz         | Germania | 349   |

#### Slalom speciale
| Pos. | Nome                 | Nazione   | Punti |
| ---- | -------------------- | --------- | ----- |
| 1    | Lara Della Mea       | Italia    | 398   |
| 2    | Gabriela Capová      | Rep. Ceca | 353   |
| 3    | Marlene Schmotz      | Germania  | 273   |
| 4    | Emelie Wikström      | Svezia    | 262   |
| 5    | Charlotta Säfvenberg | Svezia    | 245   |

#### Combinata
| Pos. | Nome                | Nazione  | Punti |
| ---- | ------------------- | -------- | ----- |
| 1    | Nicole Good         | Svizzera | 160   |
| 2    | Nathalie Gröbli     | Svizzera | 110   |
| 3    | Elisabeth Reisinger | Austria  | 109   |
| 4    | Anne-Sophie Barthet | Francia  | 100   |
| 5    | Ida Dannewitz       | Svezia   | 98    |